# Говорящая обезьяна
«Говорящая обезьяна» — советский художественный фильм 1991 года режиссёра Георгия Овчаренко производства студии «Феникс-фильм».

## Сюжет
У ворот церкви, посещаемой многими известными людьми, просит милостыню Эдик, главный герой. С ним просят милостыню огромная собака породы московская сторожевая и другие животные. Однако он не нищий, ездит на «Мерседесе», а его животные дрессированы, чтобы воровать; обезьянка по кличке Ной лишь выдаётся за говорящую.

## В ролях
- Армен Джигарханян — Эдик, аферист-дрессировщик
- Борис Новиков — Васильич, сторож зоопарка
- Валерий Золотухин — Мишуткин
- Михаил Кокшенов — Юра
- Виктор Ильичёв — Донышкин
- Александр Леньков — Коля Марьин, владелец крокодила
- Людмила Нильская — любовница Эдика
- Наталья Крачковская — покупательница крокодила
- Татьяна Догилева — Наталья
- Баадур Цуладзе — Булат
- Владимир Грамматиков — Мышкин
- Роман Филиппов — Щука
- Юрий Медведев — председатель комиссии
- Александр Пятков — водитель катка

В роли Ноя снялась шимпанзе по кличке Джуля (дрессировщик — Азиз Аскарян).

## Съёмочная группа
- Автор сценария: Георгий Овчаренко
- Режиссёр: Георгий Овчаренко
- Оператор: Всеволод Симаков
- Художник: Владимир Савостьянов